# Smögens vattentorn
Smögens vattentorn ligger högst upp på Glommeberget på Smögen, och är även öns högsta punkt. Vattentornet hålls öppet för besökare ett par dagar per år. Vattentornet är även belyst året om. Inuti tornet finns en spiraltrappa, bestående av 109 trappsteg, för att komma till toppen.

## Utsikt
Från vattentornet kan man se ända till Väderöarna, Måseskär och Orust, samtidigt som man får en bra vy över skärgården.